# Johann Knapp (Maler)

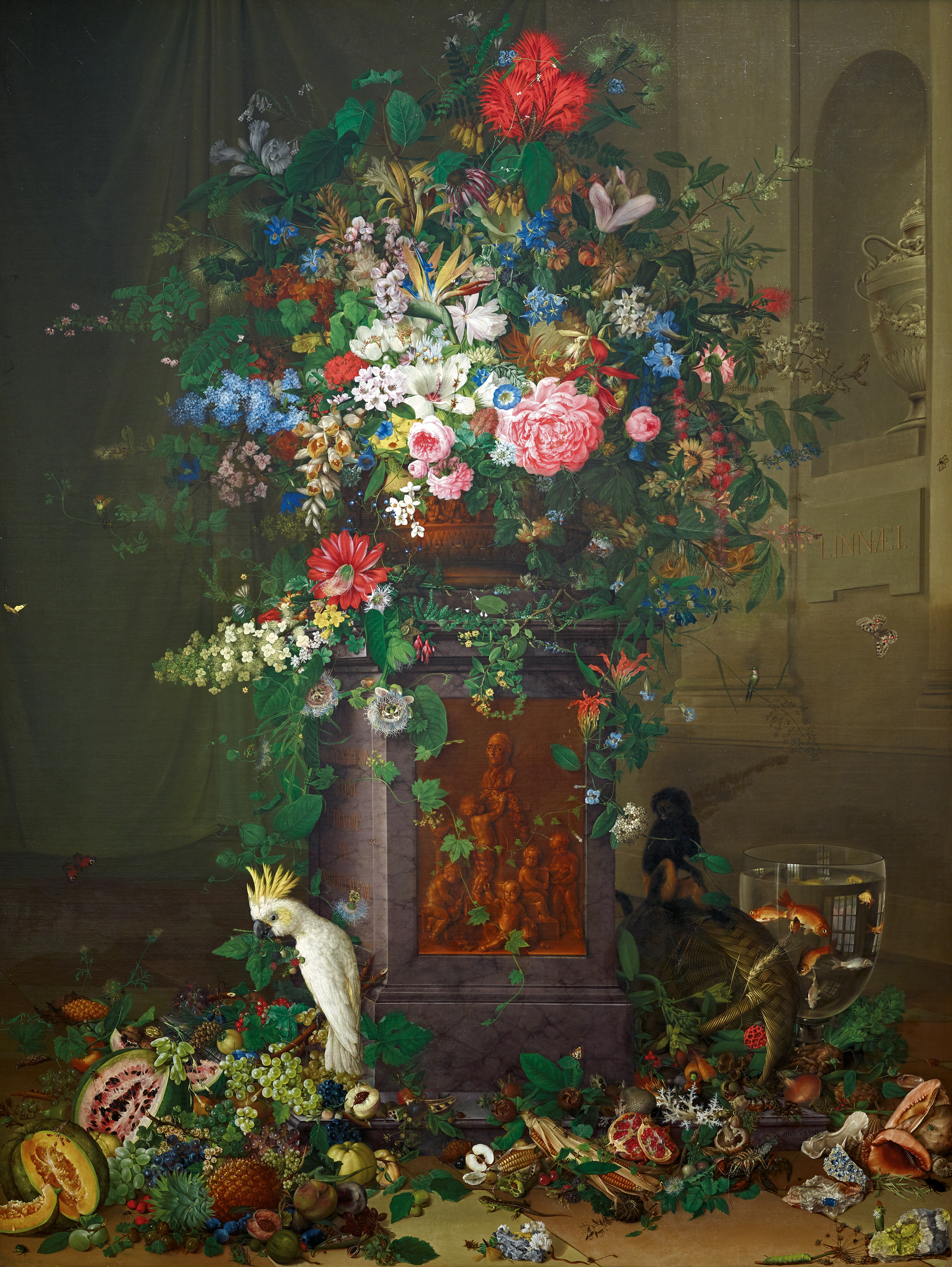
Huldigung an Jacquin („Jacquins Denkmal“), 1821–1822, Belvedere, Wien

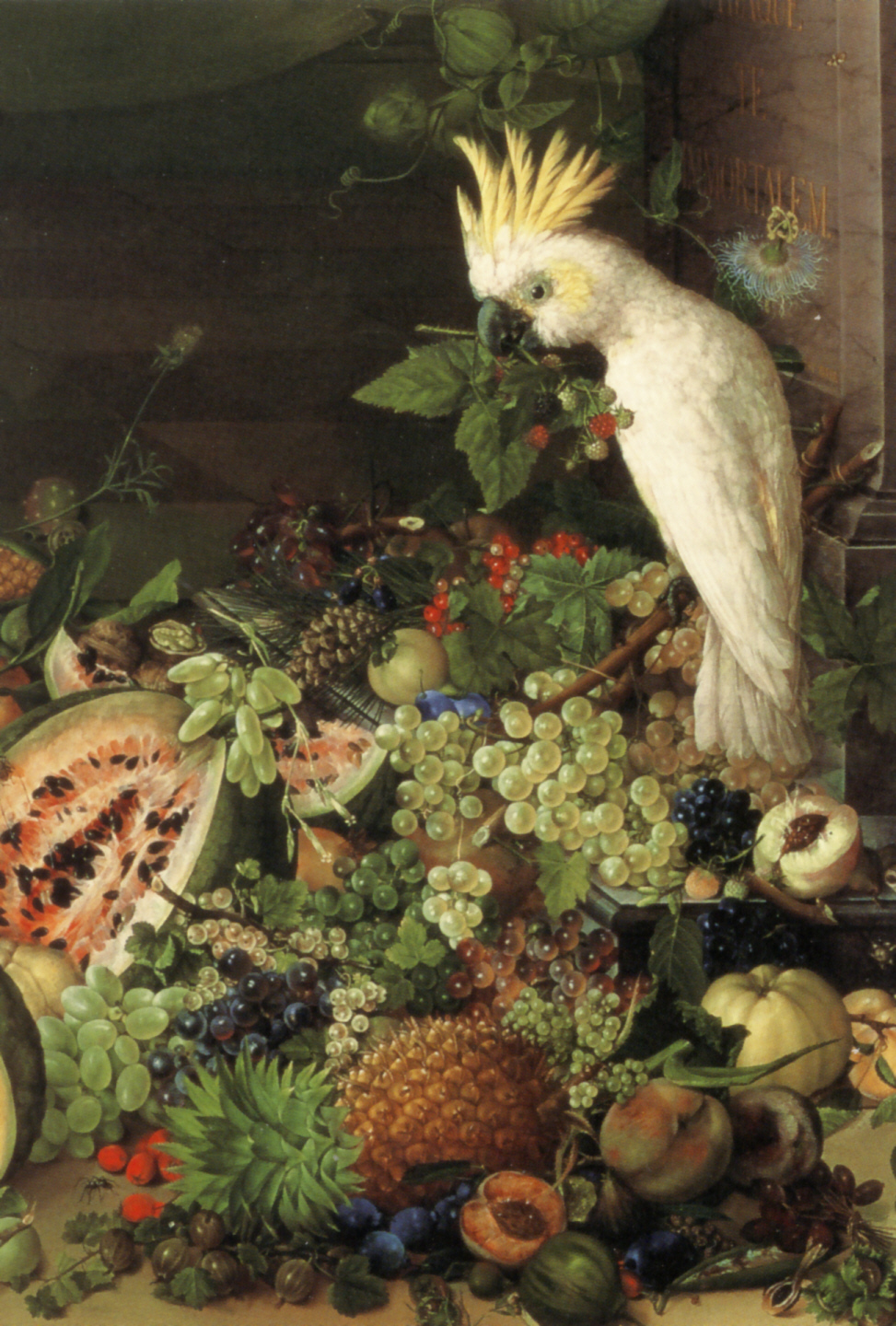
Detail aus Huldigung an Jacquin

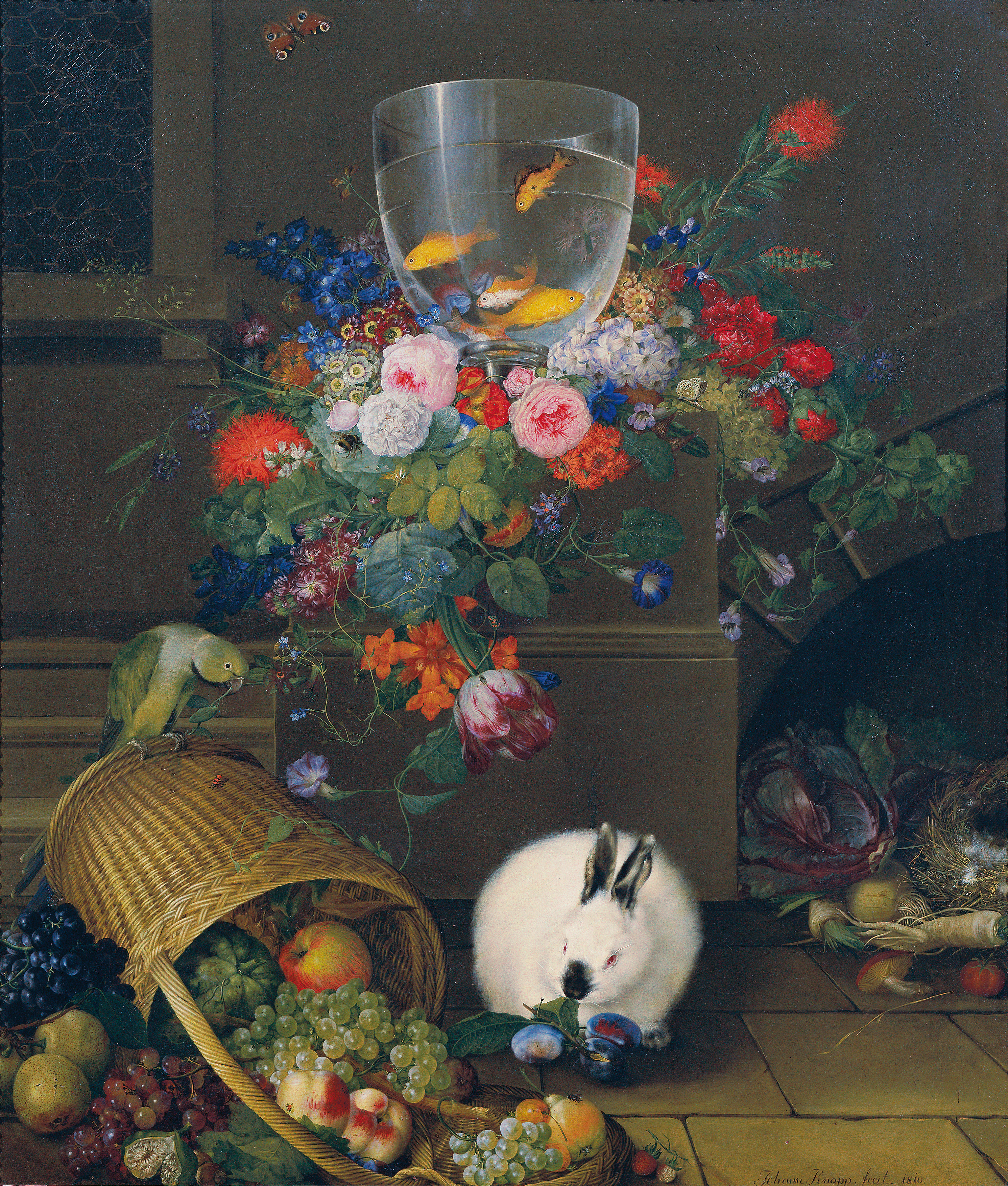
Stillleben mit Goldfischglas, 1810, Belvedere, Wien

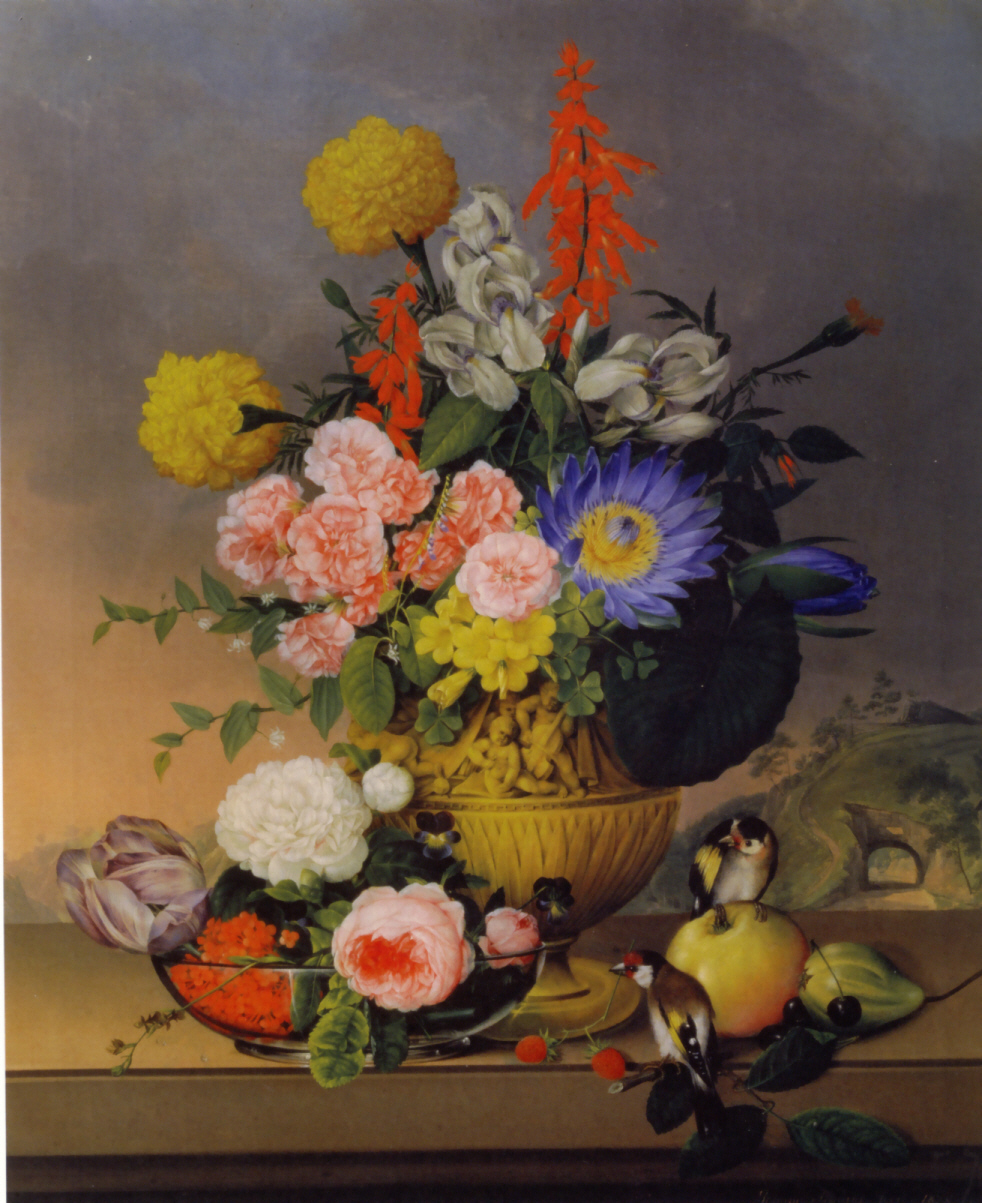
Stilleben mit Blumenstrauß, 1828, Belvedere, Wien

Johann Knapp (* 5. September 1778 in Wien; † 9. Februar 1833 ebenda) war ein österreichischer Blumenmaler und Aquarellist.

## Leben
Johann Knapp studierte zunächst an der Akademie der bildenden Künste in Wien. Nachdem er drei Jahre lang in einer Tapetenfabrik gearbeitet hatte, wurde er Schüler des Blumenmalers Johann Baptist Drechsler, den er im Krankheitsfall auch vertrat. In dieser Zeit entstanden Mustervorlagen für Blumen, die lange Zeit in der Akademie verwendet wurden. Knapp war als Hauslehrer bei verschiedenen Adeligen tätig. So unterrichtete er z. B. Erzherzogin Henriette. Ab 1804 wurde Knapp Kammermaler des Erzherzogs Anton Viktor, für den er bis zu seinem Tode tätig blieb. Er erhielt eine Wohnung in Schloss Schönbrunn und konnte in dem dort befindlichen „Holländischen Garten“ seit 1808 die dortigen exotischen Pflanzen bildnerisch festhalten. Auch für den Erzherzog Johann war Knapp tätig, für den er die Pflanzenwelt der Alpen darstellte. Der Sohn Johann Knapps, Joseph, war ebenfalls Blumenmaler und arbeitete auch mit dem Vater zusammen.
Johann Knapp wurde in Wien-Hietzing begraben. 1953 widmete man dem Künstler den Knappweg in Wien-Kagran.

## Leistung
Johann Knapp war als Maler ein ausgesprochener Spezialist, der sich ausschließlich mit der Pflanzendarstellung bzw. auch Stillleben mit dazugehörenden Tieren befasste. Er vereinte künstlerisches Talent, das ihn zu geschmackvollen Arrangements befähigte, mit einer präzisen Kenntnis der botanischen Merkmale der dargestellten Pflanzen. Knapp malte nur wenige Ölbilder, unter denen das Bild Huldigung an Jacquin herausragt, das im Auftrag der Wiener Universität zu Ehren des Botanikers entstand. Hinter dem gefällig wirkenden Gemälde verbirgt sich die ausgeklügelte Darstellung von verschiedenen Systemen von Pflanzenfamilien, wie sie Linné und Jacquin aufgestellt hatten, sowie von Pflanzenarten, die diese entdeckt hatten. Die Haupttätigkeit Knapps war jedoch die systematische Dokumentation von Pflanzen in Form von hunderten von Aquarellen. Dabei hielt er zum einen die Pflanzenschätze von Schloss Schönbrunn fest, wo damals eine der bedeutendsten Sammlungen bestand (exotische Pflanzen, Zierpflanzen wie Rosen, Obst und Früchte), zum anderen auch die Flora des Alpenraumes (Flora alpina, mit über 300 Abbildungen). Knapps Bilder sind zugleich Kunst und wissenschaftliche Dokumentation.

## Werke
- Blumenstillleben (am 7. April 1996 in Berlin gestohlen), 1800, Öl auf Leinwand, 46,8 × 39,5 cm
- Stilleben mit Goldfischglas (Wien, Belvedere), 1810, Öl auf Leinwand, 111 × 94,7 cm
- Blumenstück in einer Nische (St. Pölten, Museum Niederösterreich, Inv. Nr. 6415), um 1810/20, Öl auf Leinwand
- Huldigung an Jacquin („Jacquins Denkmal“) (Wien, Belvedere), 1821–1822, Öl auf Leinwand
- Stilleben mit Blumenstrauß (Wien, Belvedere), 1828, Öl auf Leinwand, 68 × 57 cm
- Blumenaquarelle (Hamburg, Museum für Kunst und Gewerbe)
- Fungorum Austriae icones. Wien, 1835
- Icones plantarum rariorum horti Archiducis Austriae Antonii. Wien, 1835

2006 wurden in der Ausstellung Blumen für das Kaiserhaus. Meisterwerke des Wiener Malers Johann Knapp zahlreiche Aquarelle des Künstlers im Hamburger Museum für Kunst und Gewerbe und anschließend in der Österreichischen Galerie Belvedere in Wien gezeigt.